# 界內球
界內球為棒球術語，是打擊者將球擊出後，落點在左右界線延伸至全壘打牆以內的範圍，或是全壘打時通過標竿內側或正好擊中標竿。